# Swartzentruber Amish
Swartzentruber Amish är en av de största och mest konservativa amish-grupperna, bildad i Holmes County i Ohio år 1917. De är mycket restriktiva mot användning av modern teknik, får inte åka på eller i motordrivna fordon, bär mycket modesta kläder, går få år i skola, och har långa gudstjänster (upp emot fyra timmar). Medlemmarna av Swartzentruber Amish talar pennsylvaniatyska.
Denna amish-grupp är uppkallad efter amish-biskopen Samuel Swartzentruber.